# Liste de personnalités liées à Fontainebleau
Cette page est une annexe de l'article « Fontainebleau ».
Cette liste répertorie des personnalités liées à Fontainebleau, commune en France et sous-préfecture du département de Seine-et-Marne. Fontainebleau est vêtue d’un riche passé de par son château, sa forêt mais également sa cité devenue une villégiature privilégiée au XIXe siècle. Des personnalités répondant aux critères d’une section peuvent potentiellement être mentionnés dans une des sections précédentes.

## Liste
| Nom                              | Illustration | Dates                                                                     | Liens |
| -------------------------------- | ------------ | ------------------------------------------------------------------------- | --- |
| Claude-François Denecourt        |              | 4 décembre 1788-25 mars 1875                                              | Contribution au développement (aménagement de la forêt, créateur des premiers sentiers touristiques dans la forêt, surnommé le « sylvain »), résidence, décès, inhumation, éponyme de voie. |
| Charles Colinet                  |              | 26 septembre 1839-11 mai 1905                                             | Contribution au développement (aménagement de la forêt, continuateur de l’œuvre de Denecourt), résidence, décès, éponyme de voie. |
| Jules Viatte                     |              | 27 juillet 1872-12 juillet 1922                                           | Contribution architecturale (nombreuses villas dont la maison Pierrotet), conseiller municipal, résidence, inhumation. |
| Alexis Durand                    |              | 12 mars 1795-4 novembre 1853                                              | Contribution artistique (poète-menuisier ayant composé sur la forêt et la ville), naissance, résidence, décès, éponyme de voie. |
| Jean-Charles Nicolas de Larminat |              | 13 juin 1777-9 octobre 1840                                               | Contribution au développement (aménagement du de la forêt), maire de 1818 à 1830. |
| Achille Marrier de Boisd'hyver   |              | 31 mai 1794-6 juillet 1874                                                | Contribution au développement (aménagement de la forêt, continuateur de l’œuvre de de Larminat), décès, inhumation. |
| Alphonse Vallot                  |              | 22 mars 1825-20 mars 1892                                                 | Contribution artistique et scientifique (archéologue ayant rassemblé un fonds d'objets), décès. |
| Félix Herbet                     |              | 28 septembre 1847-1er novembre 1917, 1er décembre 1917 et 3 novembre 1917 | Contribution scientifique (érudit et historien local de la ville et de la forêt), éponyme de voie. |
| Pierre Guilbert                  |              | 1697-1759                                                                 | Contribution scientifique (religieux « historien » de la ville et des alentours). |
| Pierre Dan                       |              | Vers 1580-8 octobre 1649                                                  | Contribution scientifique (premier chroniqueur historique sur le château et ses alentours), inhumation, éponyme de voie. |
| Léon Gouvenin                    |              | 15 avril 1840-10 avril 1913                                               | Contribution architecturale (notamment coréalisation du carmel avec sa chapelle avec Clovis Normand), naissance, résidence, décès, inhumation. |
| Nicolas Esquillan                |              | 27 août 1902-21 janvier 1989                                              | Contribution architecturale (architecte de la halle en béton sur la place de la République entre 1941 et 2013, dont il est éponyme), naissance. |
| Jacques-Joseph Champollion       |              | 5 octobre 1778-9 mai 1867                                                 | Contribution scientifique (bibliothécaire au château à partir de 1849), décès, inhumation. |
| Albert Bray                      |              | 24 mars 1884-18 septembre 1959                                            | Contribution architecturale (architecte en chef du palais de Fontainebleau de 1922 à 1954), décès. |
| Antoine Cléricy                  |              | 1569-1650                                                                 | Contribution artistique et économique (verrier et potier royal qui installe s’installe dans la région). |
| Georges Doriot                   |              | 24 septembre 1899-2 juin 1987                                             | Contribution institutionnelle et économique (cofondation de l’Institut européen d'administration des affaires). |
| Olivier Giscard d'Estaing        |              | 30 décembre 1927-12 septembre 2021                                        | Contribution institutionnelle et économique (cofondation de l’Institut européen d'administration des affaires). |
| Augustin Dassy                   |              | 19 août 1743-31 mars 1795                                                 | Médecin proche d’Élisabeth de France, réalisation l’hôtel de Madame Élisabeth, résidence, décès, inhumation. |
| Alexandre-Gabriel Decamps        |              | 3 mars 1803-22 août 1860                                                  | Contribution artistique, résidence (hôtel Britannique au 108 rue de France), décès (par accident dans la forêt), monumentalisé, éponyme de voie. |
| Frédéric Cassel                  |              | 1967-                                                                     | Contribution gastronomique (fondation d’une maison de pâtisserie à son nom avec plusieurs boutiques dans la ville). |
| Napoléon Ier                     |              | 15 août 1769-5 mai 1821                                                   | Contribution historique (première abdication en 1814) et architecturale (important réaménagement du château), éponyme de voie. |
| François Ier de France           |              | 12 septembre 1494-31 mars 1547                                            | Contribution architecturale (important réaménagement du château), éponyme de voie. |
| Eugène Thomas                    |              | 16 octobre 1841-16 août 1903                                              | Maire de 1896 à 1903, décès, inhumation. |
| Jacques-Louis Dumesnil           |              | 15 mars 1882-15 juin 1956                                                 | Maire de 1935 à 1940, puis de 1940 à 1944 |
| Hubert Pajot                     |              | 31 août 1896-7 janvier 1990                                               | Maire de 1945 à 1959. |
| Paul Dubrule                     |              | 6 juillet 1934-                                                           | Maire de 1992 à 2001. |
| Frédéric Valletoux               |              | 23 août 1966-                                                             | Maire de 2005 à 2022. |
| Tristan Lambert                  |              | 16 février 1846-7 janvier 1929                                            | Député de Seine-et-Marne, naissance. |
| Marie Joseph Geoffroy            |              | 23 janvier 1754-26 décembre 1826                                          | Officier municipal sous la Révolution, naissance, décès, éponyme de voie. |
| Gilles Lellouche                 |              | 5 juillet 1972-                                                           | Citoyen d'honneur distingué en janvier 2016,. |
| Nathan Ismar                     |              | 30 mars 1999-                                                             | Citoyen d'honneur distingué en janvier 2019. |
| Paul Ji                          |              | 14 janvier 2004-                                                          | Citoyen d'honneur distingué en janvier 2020. |
| Louis XIV                        |              | 5 septembre 1638-1er septembre 1715                                       | Participation historique (signature du édit de Fontainebleau en 1685 révoquant l’édit de Nantes). |
| Pie VII                          |              | 14 août 1742-20 août 1823                                                 | Participation historique (détention par Napoléon Ier au château de 1812 à 1814). |
| Ho Chi Minh                      |              | 19 mai 1890-2 septembre 1969                                              | Participation historique (conférence de Fontainebleau en 1946). |
| Sebastiano Serlio                |              | 6 septembre 1475-1554                                                     | Participation architecturale (hôtel de Ferrare, dans une certaine mesure du château). |
| Jules Hardouin-Mansart           |              | 16 avril 1646-11 mai 1708                                                 | Participation architecturale (hôtel de la Surintendance des Bâtiments). |
| Pierre Rousseau                  |              | 31 mai 1751-1829                                                          | Participation architecturale (obélisque de Marie-Antoinette). |
| Octave Courtois-Suffit           |              | 12 juillet 1856-27 septembre 1902                                         | Participation architecturale (hôtel de la Caisse d’épargne). |
| Jean Boussard                    |              | 7 septembre 1844-14 juin 1923                                             | Participation architecturale (hôtel des Postes). |
| Clovis Normand                   |              | 28 août 1830-22 juin 1909                                                 | Participation architecturale (carmel de Fontainebleau avec Léon Gouvenin). |
| Hector-Martin Lefuel             |              | 14 novembre 1810-31 décembre 1880                                         | Participation architecturale (théâtre de Napoléon III au château). |
| Marcel Lods                      |              | 16 août 1891-9 septembre 1978                                             | Participation architecturale (village de la Faisanderie), éponyme de voie. |
| Tom Simpson                      |              | 1877-1964                                                                 | Participation architecturale (golf de Fontainebleau). |
| Georges Vaudoyer                 |              | 1er février 1877-23 février 1947                                          | Participation architecturale (hôtel Stucken). |
| Raoul Brandon                    |              | 24 mars 1878-4 décembre 1941                                              | Participation architecturale (villa Charvaut,). |
| Ernest Brunnarius                |              | 10 février 1857-10 février 1901                                           | Participation architecturale (villa dans les années 1880,). |
| Gaston Bonnier                   |              | 9 avril 1853-30 décembre 1922                                             | Participation scientifique et institutionnelle (établissement du laboratoire de biologie végétale, actuelle station d'écologie forestière). |
| Paul Arnould                     |              | 31 août 1946-                                                             | Participation scientifique (mémoire de maîtrise sur la forêt). |
| Charles Constant                 |              | 2 mars 1846-15 janvier 1918                                               | Participation scientifique (études d’histoire locale). |
| Charles Rabourdin                |              | 1838-Juin 1906                                                            | Participation scientifique (études d’histoire locale). |
| Henri Stein                      |              | 28 février 1862-23 mai 1940                                               | Participation scientifique (études d’histoire locale). |
| Eugène Thoison                   |              | 6 octobre 1846-31 mars 1910                                               | Participation scientifique (études d’histoire locale, spécialisation sur le Gâtinais). |
| Maxime Beauvilliers              |              | 15 mai 1820-7 avril 1900                                                  | Participation scientifique (études d’histoire locale). |
| Laurence Bertrand Dorléac        |              | 14 janvier 1957-                                                          | Participation scientifique (présidente du comité scientifique 2019-2023 du Festival de l'histoire de l'art). |
| Gabriel Fournier                 |              | 26 mai 1893-13 avril 1963                                                 | Participation artistique, résidence, décès. |
| Paul Huet                        |              | 3 octobre 1803-8 janvier 1869 et 9 janvier 1869                           | Participation artistique (peinture sur le motif dans la forêt après 1848). |
| Isidore Bonheur                  |              | 15 mai 1827-10 novembre 1901                                              | Participation artistique (monument à Rosa Bonheur, disparu). |
| Rosa Bonheur                     |              | 16 mars 1822-25 mai 1899                                                  | Participation artistique (œuvre dans la collection du château) et militante (signature de la pétition pour la sauvegarde de la forêt), éponyme de voie. |
| Michael Jastram                  |              | 29 juin 1953-                                                             | Participation artistique (Europe et le Taureau sur la place de la République). |
| Anne-Marie Barat                 |              | 20 juin 1948-21 décembre 1990                                             | Participation artistique (organiste de l’église Saint-Louis de Fontainebleau). |
| Henri Boitiat                    |              | 21 avril 1866-19 mai 1944                                                 | Participation artistique, résidence (4 rue Félix-Herbet, plaque sur la façade). |
| Armand Cassagne                  |              | 3 mai 1823-5 juin 1907                                                    | Participation artistique (peinture dans la forêt), résidence (203 rue Saint-Merry, plaque sur la façade). |
| Antony Damien                    |              | 28 février 1858-17 mai 1943                                               | Participation artistique (peinture à Fontainebleau et dans les environs), résidence (18 rue Saint-Honoré, plaque sur la façade). |
| Josse de Voltigeant              |              | Années 1500-                                                              | Participation artistique (actif sur le chantier du château). |
| André Tappin                     |              | 1689-1755                                                                 | Participation artistique (poète amateur, moqué), résidence. |
| Jean Dubois le Vieux             |              | 23 février 1604-19 avril 1676                                             | Participation artistique (décors et peintures au château). |
| Claude Fiévet                    |              | 17 décembre 1865-26 janvier 1938                                          | Participation artistique (notamment directeur de l'Union musicale), conseiller municipal, décès, inhumation. |
| Armand Charnay                   |              | 7 janvier 1844-6 décembre 1915                                            | Participation artistique (peinture en forêt). |
| Amédée Joyau                     |              | 25 mai 1872-7 août 1913                                                   | Participation artistique (peinture en forêt en fin de vie), décès, inhumation. |
| Laure Brouardel                  |              | 30 mars 1852-31 décembre 1935                                             | Participation artistique (peinture notamment des jardins du château), naissance. |
| Gustave Courbet                  |              | 10 juin 1819-31 décembre 1877                                             | Participation artistique (peinture supposée en forêt,). |
| Louis Jourdan                    |              | 7 mars 1872-3 mai 1948                                                    | Participation artistique (tableau Fontainebleau, inscrit au titre objet des monuments historiques depuis 2005 et conservé au musée Louis-Jourdan de Saint-Paul-de-Varax). |
| Lilian Thuram                    |              | 1er janvier 1972-                                                         | Participation sportive (joueur de football ayant débuté au Club sportif et culturel des Portugais de Fontainebleau, en rejoignant le Racing Club du Pays de Fontainebleau par la suite, mariage. |
| Antoine Richard                  |              | 8 septembre 1960-                                                         | Participation sportive (athlète ayant évolué au CSF Fontainebleau), naissance. |
| Philippe Mahut                   |              | 4 mars 1956-7 février 2014                                                | Participation administrative (adjoint aux sports de Fontainebleau) et sportive (événement annuel de la Foulée impériale relancé en 2005). |
| Guillaume Glairon Mondet         |              | 10 décembre 1986-                                                         | Participation sportive (grimpeur sur les rochers de la forêt). |
| Igor Bogdanoff                   |              | 29 août 1949-3 janvier 2022                                               | Participation sportive (grimpeur par loisir sur les rochers de la forêt, affectionnant particulièrement le massif). |
| Daniel Gillois                   |              | 5 février 1888-28 décembre 1959                                           | Participation sportive, naissance, décès. |
| Jean-François Hebert             |              | 13 novembre 1955-                                                         | Participation institutionnelle (directeur du château de Fontainebleau de 2009 à 2021). |
| Marie-Christine Labourdette      |              | 2 juillet 1961-                                                           | Participation institutionnelle (directrice du château de Fontainebleau depuis 2021). |
| Ilian Mihov (en)                 |              | 1966-                                                                     | Participation institutionnelle (doyen de l'Institut européen d'administration des affaires depuis le 1er octobre 2013). |
| Henry Putz                       |              | 19 janvier 1824-19 janvier 1903                                           | Participation institutionnelle et militaire (général de brigade commandant l'École d'application de l'artillerie de 1881 à 1884, en fin de carrière), décès, inhumation. |
| Nadia Boulanger                  |              | 16 septembre 1887-22 octobre 1979                                         | Particitation artistique, éponyme de voie depuis 2023. |
| Pablo Picasso                    |              | 25 octobre 1881-8 avril 1973                                              | Villégiature, participation artistique, éponyme de voie. |
| Jules Lachelier                  |              | 27 mai 1832-26 janvier 1918                                               | Naissance, études, décès, attaches à la ville. |
| Philippe IV de France            |              | Juin 1268-29 novembre 1314                                                | Naissance, décès. |
| Antoine Samuel Adam-Salomon      |              | 9 janvier 1818-28 avril 1881                                              | Naissance, inhumation, éponyme de voie. |
| Pierre Bourgoin                  |              | 21 avril 1912-23 juin 1966                                                | Naissance, inhumation. |
| Charles Vincent                  |              | 15 avril 1828-16 août 1888                                                | Naissance, études. |
| Paul Tavernier                   |              | 31 janvier 1852-7 avril 1943                                              | Décès, inhumation. |
| Pierre Levassor                  |              | 25 janvier 1808-14 janvier 1870                                           | Naissance. |
| Paul Véronge de La Nux           |              | 29 juin 1853-5 juin 1928                                                  | Naissance. |
| Octave Garnier                   |              | 25 décembre 1889-14 mai 1912                                              | Naissance. |
| Yves Alix                        |              | 19 août 1890-22 avril 1969                                                | Naissance. |
| Jean-Luc Reichmann               |              | 2 novembre 1960-                                                          | Naissance. |
| Julien Chauvin                   |              | 11 mars 1979-                                                             | Naissance. |
| Jean-Claude Vajou                |              | 16 mars 1929-24 octobre 2003                                              | Naissance. |
| Pierre Bernard                   |              | 1er juillet 1907-11 mai 1943                                              | Naissance. |
| Florian Carvalho                 |              | 9 mars 1989-                                                              | Naissance. |
| Philippe Hervé                   |              | 13 février 1963-                                                          | Naissance. |
| François Jacolin                 |              | 25 avril 1950-                                                            | Naissance. |
| Pascal Jolyot                    |              | 26 juillet 1958-                                                          | Naissance. |
| Claire Barsacq                   |              | 10 décembre 1980-                                                         | Naissance. |
| Herbert Léonard                  |              | 25 février 1945-2 mars 2025                                               | Décès. |
| Jean-Jacques Weiss               |              | 19 novembre 1827-21 mai 1891                                              | Décès. |
| Gabriel Fournier                 |              | 26 mai 1893-13 avril 1963                                                 | Décès. |
| François Édouard Virlet          |              | 18 février 1810-24 décembre 1889                                          | Décès. |
| Charles Plan de Siéyès           |              | 8 novembre 1812-29 avril 1883                                             | Décès. |
| Michel Roche                     |              | 8 septembre 1939-11 juin 2004                                             | Décès. |
| Vladimir Vodoff                  |              | 9 mai 1935-14 janvier 2009                                                | Décès. |
| Michel Durand-Delga              |              | 18 mai 1923-19 août 2012                                                  | Décès. |
| Paul Bazelaire                   |              | 4 mars 1886-11 décembre 1958                                              | Inhumation. |
| Antoine Fortuné de Brack         |              | 8 avril 1789-21 janvier 1850                                              | Inhumation. |
| André d'Houdain                  |              | 29 octobre 1859-14 février 1904                                           | Inhumation. |
| Jean Lionnet                     |              | 8 février 1872-17 décembre 1910                                           | Inhumation. |
| Marie Magnier                    |              | 2 septembre 1848-17 juillet 1913                                          | Inhumation. |
| Georges Peignot                  |              | 24 juin 1872-28 septembre 1915                                            | Inhumation. |
| Pierre Vaudrey                   |              | 16 février 1873-26 juillet 1951                                           | Inhumation. |
| George Sand                      |              | 1er juillet 1804-8 juin 1876                                              | Participation militante (défense de la forêt), résidence (hôtel Britannique au 108 rue de France avec Alfred de Musset). |
| Alfred de Musset                 |              | 11 décembre 1810-2 mai 1857                                               | Résidence (hôtel Britannique au 108 rue de France avec George Sand). |
| Józef Bohdan Zaleski             |              | 14 février 1802-31 mars 1886                                              | Installation à Fontainebleau avec d'autres Polonais issus d'une vague migratoire — la Grande Émigration — entraînée par la défaite lors de l'insurrection de Novembre, résidence de 1833 à 1860 avec de légères interruptions, à partir de 1849 au 120 rue de France, puis retours annuels pour plusieurs mois avec sa famille.                                                                               |
| Charles Różycki                  |              | 5 novembre 1789-12 septembre 1870                                         | Installation à Fontainebleau (compagnon de Bogdan Zaleski issu de la même vague migratoire que ce dernier). |
| Pierre-Jean de Béranger          |              | 19 août 1780-16 juillet 1857                                              | Résidence (no 29 rue Béranger de 1835 à 1836, plaque sur la façade), éponyme de voie. |
| Auguste Barbier                  |              | 29 avril 1805-13 février 1882                                             | Résidence (maison sise rue Saint-Louis sur l’emplacement de l’actuelle hôtel du Tambour, dans laquelle il séjourne chaque saison estivale depuis les années 1830-40 et n’accueille qu’un groupe restreint,), éponyme de voie. |
| Eugène Bertrand                  |              | 15 janvier 1834-30 décembre 1899                                          | Résidence (location avec des amis de la villa Bella sise rue Saint-Merry, en 1899). |
| Charles Garnier                  |              | 6 novembre 1825-3 août 1898                                               | Séjours de repos réguliers (avec son fils et bons liens avec les familles Condamine, Redon et Surodet). |
| Alfred Cramail                   |              | 16 juillet 1834-20 septembre 1907                                         | Séjours estivaux réguliers (chez ses beaux-parents Collinet). |
| Siméon Denis Poisson             |              | 21 juin 1781-25 avril 1840                                                | Études (École centrale de Fontainebleau). |
| Laurent Tirard                   |              | 18 février 1967-5 septembre 2024                                          | Études (collège International, lycée François-Ier,). |
| Tidjane Thiam                    |              | 29 juillet 1962-                                                          | Études (Institut européen d'administration des affaires). |
| Joseph-Barthélemy de Ricard      |              | 17 novembre 1787-12 avril 1867                                            | Études (école militaire de Fontainebleau). |
| Louis Aigoin                     |              | 14 juin 1817-1908                                                         | Travail (un temps conservateur des hypothèques à Fontainebleau). |
| Philippe Ier de Tarente          |              | 10 novembre 1278 et 1276-26 décembre 1331 et 24 décembre 1331             | Mariage (en 1313 avec Catherine de Valois-Courtenay). |
| Catherine de Valois-Courtenay    |              | Entre janvier 1302 et avril 1303-Octobre 1346                             | Mariage (en 1313 avec Philippe Ier de Tarente). |
| Charles de Tricornot de Rose     |              | 14 octobre 1876-11 mai 1916                                               | Mariage (le 12 novembre 1906, en l'église Saint-Louis, avec une dénommée Tavernier, ce qui fait l'objet d'une assistance nombreuse avec des voitures garées en deux rangées dans la rue Grande, le couple recevant en amont un grand nombre de cadeaux (offerts par des nobles, dont le roi Pierre Ier de Serbie) qu'ils exposent au début du mois dans les salons des parents de la fiancée sis rue Royale). |
| Kareen Guiock                    |              | 2 octobre 1977-                                                           | Mariage (le 23 août 2022 avec Lilian Thuram à l'hôtel de ville et au château qu'ils privatisent pour l'occasion : la cérémonie ébranle d'ailleurs la politique locale par l'heure tardive (1 h 30) à laquelle est tiré le feu d'artifice, outrepassant l'autorisation et réveillant des habitants),. |

## Liens controversés
| Nom             | Illustration | Dates                          | Liens |
| --------------- | ------------ | ------------------------------ | --- |
| Charlie Chaplin |              | 16 avril 1889-25 décembre 1977 | Les autorités étatsuniennes ayant demandé au Security Service (MI5) britannique d’enquêter sur Charlie Chaplin dans le cadre de la Peur rouge, une enquête lancée en 1952 estime cinq ans plus tard qu’à défaut d’un acte de naissance de l’artiste n’est retrouvé une naissance probable à Fontainebleau ou à Melun par une « source généralement sûre » ; sa potentielle menace pour la sécurité nationale étant considérée mineure, les recherches ne sont alors pas développées. Hasard des choses : dans la ville, un restaurant spécialisé dans les hamburgers est dénommé « Le Chaplin »,. |